# سالامانکا (نیویورک)
سالامانکا (به انگلیسی: Salamanca) شهری در شهرستان کاتاراگوس ایالت نیویورک است که در سرشماری سال ۲۰۱۰ میلادی، ۶۰۹۷ نفر جمعیت داشته است. سالامانکا، به‌طور رسمی در تاریخ ۱۹۱۳ میلادی به‌عنوان یک شهر شناخته شد.